# Vincenzo Manenti
Vincenzo Manenti (Orvinio, 1600 – Orvinio, 19 marzo 1674) è stato un pittore italiano.

## Biografia
Nacque nel borgo sabino di Canemorto (oggi Orvinio), figlio del pittore Ascanio (che era stato allievo di Cristoforo Roncalli). Mosse i primi passi nella bottega del padre; i suoi maestri furono inizialmente il Cavalier d'Arpino e poi il Domenichino.
Negli anni Venti fu accusato di aver aggredito una donna per gelosia e fu costretto ad allontanarsi da Orvinio. Insieme al padre si trasferì in Abruzzo, dove trovò riparo presso i nobili Ricci di Montereale, che tra il 1629 ed il 1630 gli affidarono la decorazione di alcuni possedimenti familiari.
Subito dopo fece ritorno in Sabina, probabilmente a Rieti, e nel 1631 sposò Beatrice De Amicis. Qui venne riabilitato ed insignito del titolo di cavaliere, ricevendo i primi incarichi importanti. Intorno al 1635 si recò in viaggio a Roma, dove fu influenzato dal naturalismo e dal classicismo, liberandosi dal manierismo appreso nella bottega paterna.
Di lì in poi operò con successo in tutta la Sabina reatina e romana, scegliendo tuttavia di non trasferirsi a Roma. Nel 1638 si sposò una seconda volta con Margherita Oddi di Moricone. Nel 1640-1643 e poi nel 1650-1655 operò anche in Umbria.
Dopo il 1655 tornò nella cittadina d'origine e continuò a dipingere solo nel territorio circostante.

## Opere

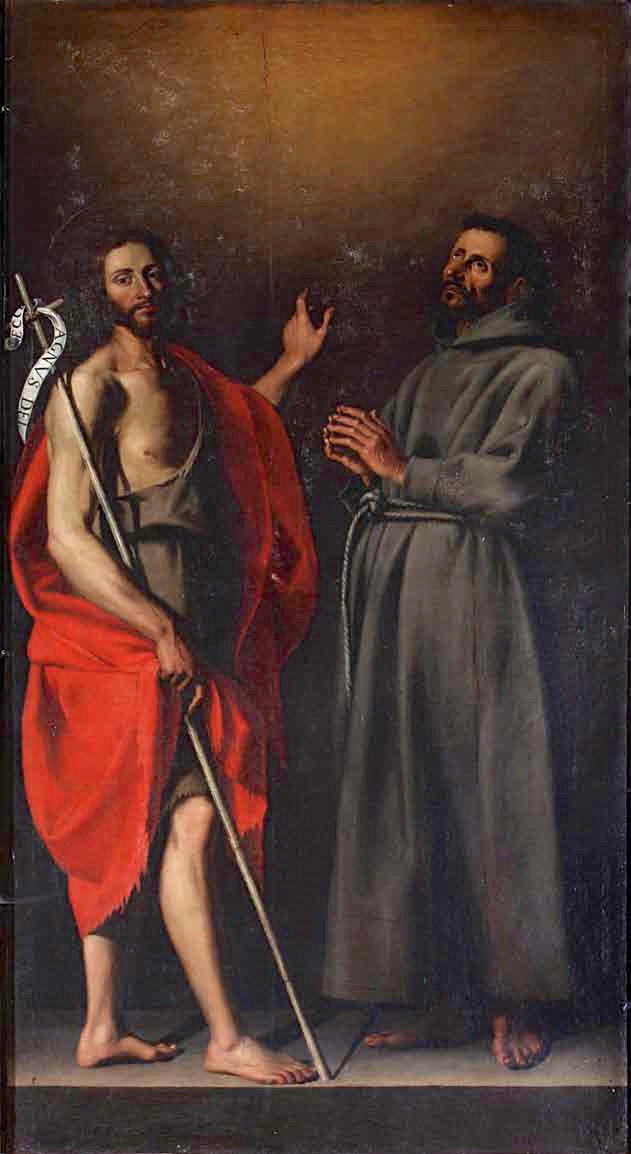
San Giovanni Battista e San Francesco (1635-1640)

La prima attività del Manenti è di difficile ricostruzione:
- cinquanta piccole immagini di San Sebastiano realizzate per un tale M. Boncompagni e citate da un documento d'archivio del 1616, che però sono andate perdute;
- alcuni interventi al dipinto San Pietro Martire tra i Santi Girolamo e Maria Maddalena (Tivoli, chiesa di San Biagio), oggi considerato opera del padre;

Tra le decorazioni svolte nel 1629-30 per la famiglia Ricci:
- le decorazioni del palazzo di Montereale, andate perdute con la distruzione del palazzo nel terremoto dell'Aquila del 1703;
- alcuni affreschi di soggetto mitologico (tra cui Diana e Atteone, che ha per modello un'opera di identico soggetto dipinta dal Cavalier d'Arpino) nella villa Ricci Valentini a Mopolino;
- si ipotizza sia sua anche la Madonna con Bambino tra i Santi Giuseppe e Domenico (altare della cappella Ricci, chiesa di San Flaviano a Mopolino).

Tra le opere del periodo reatino:

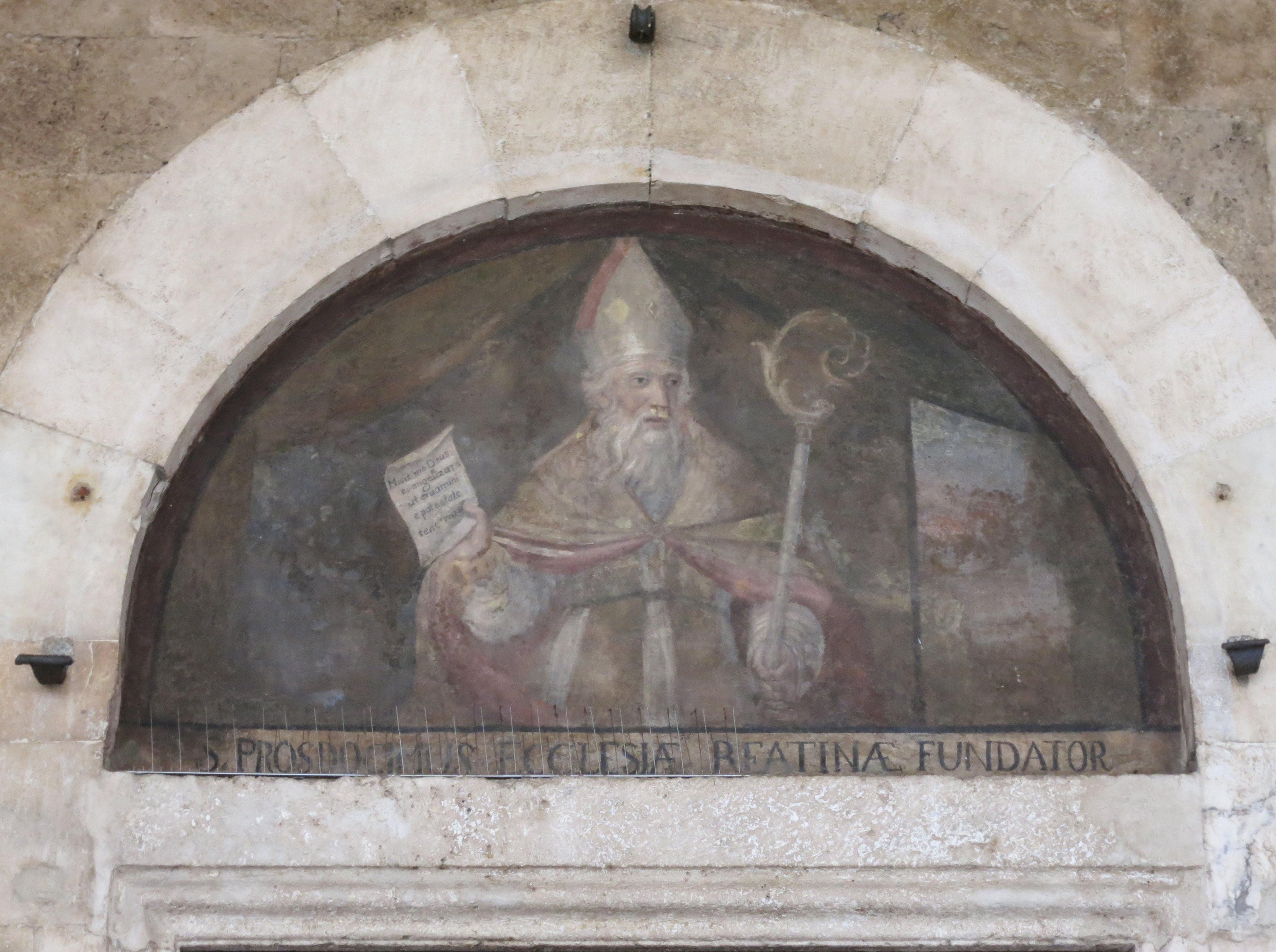
Lunetta dell'ingresso di sinistra della Cattedrale di Rieti, raffigurante San Prosdocimo

- le lunette sovrastanti i portali della Cattedrale di Santa Maria;
- alcune lunette raffiguranti Storie della Beata Colomba nel chiostro del convento di San Domenico (1634);
- le decorazioni della cappella di San Giuseppe nella Cattedrale (1636), tra cui si ricorda l'Apparizione della Vergine a San Martino di Tours;
- alcune decorazioni nel Palazzo Vescovile (1637), consistenti delle Storie della vita della Vergine, di una serie di stemmi dei vescovi reatini e di figure di santi a monocromo.

Tra le opere successive:
- Madonna con Bambino tra i Santi Bartolomeo e Bruno (1637-1640), Certosa di Trisulti - opera a lungo attribuita al Cavalier d'Arpino;
- si ipotizza siano suoi gli affreschi in due cappelle della chiesa dei Santi Vincenzo e Anastasio a Rignano Flaminio;
- affreschi nelle chiese del Sacro Speco e di Santa Maria della Valle a Subiaco;
- le Scene di storia locale e una Madonna in adorazione del Bambino (databili al periodo 1639-1655), rinvenute nel 1960 nell'antico palazzo dei Priori di Rieti (attuale Palazzo Comunale);
- alcune scene a monocromo in Palazzo Vincentini, Rieti, sui temi delle Divinità olimpiche, delle Fatiche di Ercole e di Scene della Gerusalemme liberata;
- decorazioni per la villa di campagna dei Vincentini a Terria, andate distrutte ad eccezione di una tela conservata nella cappella privata;
- decorazioni nella chiesa del Santuario di Santa Maria di Vallebona ad Orvinio (1643);
- decorazioni nel refettorio dell'Abbazia di Farfa (1648);
- la tela con la Madonna del Rosario, chiesa di San Benedetto ad Ancarano (frazione di Norcia);
- affreschi della cupola della chiesa di Sant'Antonio al Monte a Rieti, tra cui si ricorda l'Incoronazione della Vergine;
- Mensa di San Gregorio Magno nel refettorio di Santa Scolastica a Subiaco (1655)
- Comunione della beata Colomba (1659), chiesa di San Pietro Martire, Rieti.